# Apendagitis epiploica

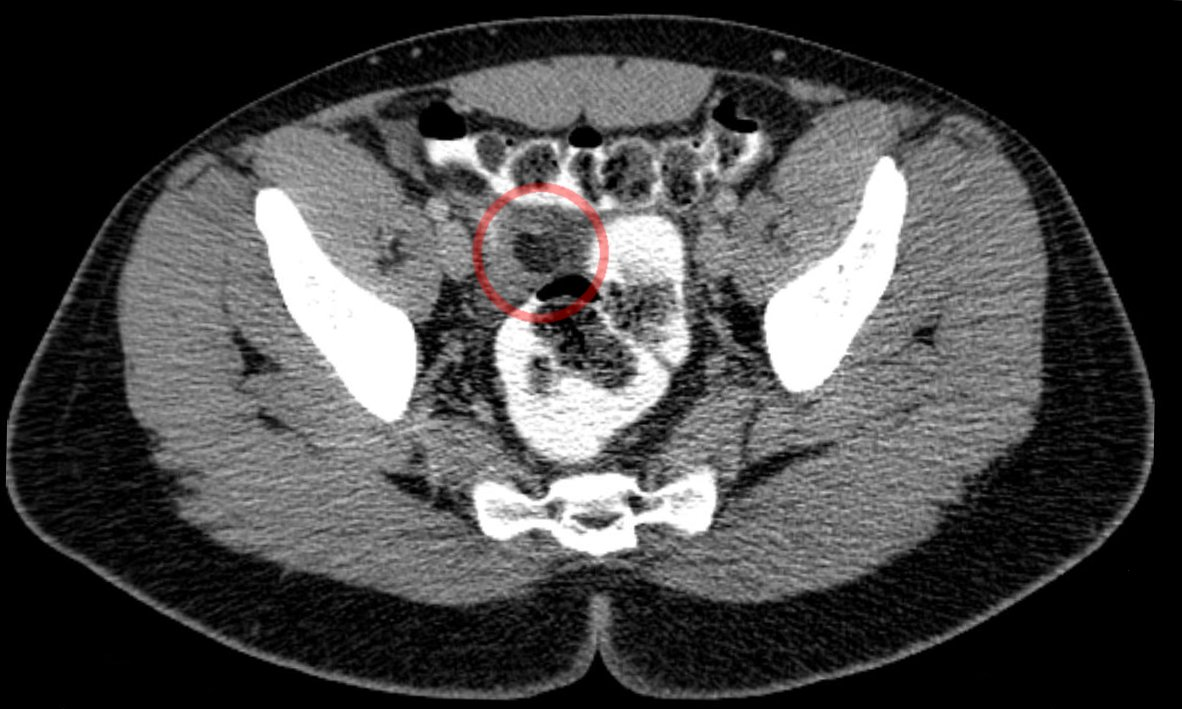
Apendagitis epiploica.

La apendagitis epiploica (EA) es un proceso inflamatorio poco común, benigno y autolimitado de los apéndices epiploicos. Otros términos más antiguos para el proceso incluyen apendicitis epiploica y apendagitis, pero estos términos se usan menos ahora para evitar la confusión con la apendicitis aguda.
Los apéndices epiploicos son pequeños sacos llenos de grasa o proyecciones en forma de dedos a lo largo de la superficie del colon superior e inferior y del recto. Pueden inflamarse de forma aguda como resultado de una torsión (torsión) o una trombosis venosa. La inflamación causa dolor, a menudo descrito como agudo o punzante, ubicado en las regiones izquierda, derecha o central del abdomen. A veces hay náuseas y vómitos. Los síntomas pueden simular los de la apendicitis aguda, diverticulitis o colecistitis. El dolor es característicamente intenso durante y después de la defecación o la micción (especialmente en el tipo sigmoide) debido al efecto de la tracción sobre el pedículo de la lesión causado por el esfuerzo y el vaciado del intestino y la vejiga. Los estudios de laboratorio iniciales suelen ser normales. La EA generalmente se diagnostica de manera incidental en una tomografía computarizada que se realiza para excluir afecciones más graves. Aunque es autolimitante, la apendagitis epiploica puede causar dolor e incomodidad intensos. Por lo general, se piensa que se trata mejor con un antiinflamatorio y un analgésico de moderado a severo (según el caso) según sea necesario. La cirugía no se recomienda en casi todos los casos sin embargo, recomiendan la cirugía laparoscópica para extirpar el apéndice inflamado en la mayoría de los casos con el fin de prevenir la recurrencia.

## Signos y síntomas
La afección ocurre comúnmente en pacientes de entre 40 y 50 años, predominantemente en hombres. La apendagitis epiploica normalmente se diagnostica erróneamente en la mayoría de los pacientes. La apendagitis epiploica se presenta con un inicio agudo de dolor, comúnmente en el cuadrante inferior izquierdo, los síntomas a menudo conducen a un diagnóstico erróneo de diverticulitis. La diverticulitis se manifiesta con dolor abdominal bajo distribuido uniformemente acompañado de náuseas, fiebre y leucocitosis. Los pacientes con apendagitis epiploica aguda normalmente no informan un cambio en los hábitos intestinales, mientras que un pequeño número puede tener estreñimiento o diarrea.

## Cuerpo flácido peritoneal
Sin embargo, es poco común que la apendagitis epiploica dé como resultado un cuerpo laxo peritoneal. El cuerpo suelto peritoneal es una masa flotante libre de tejido fibroso muerto rodeada por varias capas de calcificación (depósito de sales de calcio). El cuerpo suelto es el resultado de apéndices epiploicos torcidos, infartados o desprendidos que eventualmente se convierten en masas fibróticas (inflamación y cicatrización). Si el cuerpo suelto se vuelve lo suficientemente grande, puede causar retención urinaria (incapacidad para vaciar la vejiga) u obstrucciones intestinales.

### Antecedentes
Los apéndices epiploicos también se denominan apéndices epiploicae. Los propios apéndices son 50 a 100 apéndices que están orientados en dos filas anterior y posterior. Los apéndices son paralelos a la sección superficial de la taenia coli. Además, los apéndices miden entre 0,5 y 5 cm de largo, cada apéndice está unido con una o dos arteriolas y una vénula dentro de los tallos vasculares adheridos al colon. La torsión (movimiento de torsión o desgarro) de los apéndices puede causar isquemia que puede causar síntomas dolorosos que se asemejan a otras afecciones como diverticulitis y apendicitis; sin embargo, es raro. El dolor asociado con los apéndices inflamados se localiza en el cuadrante abdominal inferior izquierdo y, a veces, en el derecho. El diagnóstico de la apendagitis epiploica puede ser un desafío debido a su poca frecuencia.

## Diagnóstico
La apendagitis epiploica es más común en pacientes mayores de 40 años; sin embargo, puede ocurrir a cualquier edad. "Las edades informadas oscilan entre los 12 y los 82 años. Los hombres se ven ligeramente más afectados que las mujeres". Los pacientes con apendicitis epiploica describen tener un dolor agudo localizado, fuerte y no migratorio después de comer. Los pacientes generalmente tienen un abdomen sensible como síntoma. Los síntomas no incluyen fiebre, vómitos o leucocitosis. El dolor se localiza típicamente en el cuadrante abdominal inferior derecho o izquierdo. Cuando hay dolor en el cuadrante inferior derecho, puede simular una apendicitis; sin embargo, se asemeja más a la diverticulitis, con dolor presente en el lado izquierdo.

### Evaluación radiológica
La ecografía y la tomografía computarizada son los medios normales de diagnóstico positivo de apendagitis epiploica. Las ecografías muestran "una masa hiperecoica ovalada no compresible con un borde hipoecoico sutil directamente debajo del sitio de máxima sensibilidad". Normalmente, los apéndices epiploicos no se pueden ver en la tomografía computarizada. Después de la obtención de imágenes transversales y el mayor uso de la TC abdominal para evaluar el dolor abdominal bajo, se diagnostica cada vez más EA. Los datos de la tomografía computarizada patognomónica representan la EA como lesiones de densidad grasa de forma ovalada de 2 a 4 cm, rodeadas de inflamación. En contraste con los hallazgos de la diverticulitis, la pared del colon casi no ha cambiado.

## Epidemiología
La apendigitis epiploica aguda suele asociarse con obesidad, hernia y ejercicio no acostumbrado. La inflamación de los apéndices epiploicos normalmente se resuelve por sí sola en la mayoría de los pacientes. Sin embargo, es posible que la apendigitis epiploica aguda produzca adherencias, obstrucción intestinal, invaginación intestinal, cuerpo flácido intraperitoneal, peritonitis o formación de abscesos. El tratamiento consiste en tranquilizar al paciente y analgésicos. Con un tratamiento no invasivo, los síntomas se resuelven en dos semanas. La hospitalización no es necesaria.

## Terapia
Como ya se mencionó, el trastorno tiende a limitarse y desaparecer en pocos días. En los casos en que el dolor persiste, el uso de analgésicos generalmente permite un buen control. En principio, la patología no requiere tratamiento quirúrgico, a diferencia de cuadros abdominales similares.

## Tratamiento quirúrgico
Normalmente no es necesario. El abordaje quirúrgico, en cambio, se vuelve indispensable cuando el diagnóstico diferencial no es claro, o cuando existe una patología asociada (por ejemplo, aunque excepcional, obstrucción intestinal, perforación intestinal o peritonitis aguda) que requiera intervención quirúrgica.

## Complicaciones
Son absolutamente excepcionales. Sin embargo, se reportan casos esporádicos que pueden resultar en obstrucción intestinal, perforación intestinal y peritonitis.